# Supercalifragili
Supercalifragili è un singolo del rapper italiano J-Ax, pubblicato il 20 marzo 2020 come quarto estratto dal sesto album in studio ReAle.

## Descrizione
Il singolo ha visto la partecipazione vocale di Annalisa e Luca Di Stefano.

## Video musicale
Il video, girato rigorosamente da casa per via della pandemia di COVID-19, è stato pubblicato il 23 marzo 2020 sul canale YouTube del rapper e ha visto la partecipazione di Fabio Rovazzi, Karen Kokeshi, Surry, St3pny, Anima, Jessica Brugali, Simone Berlini, Lorenzo Antonelli, Nicolò Robbiano, Giulia Costantino, Iamzangare, Federica Cecchin e Danny Lazzarin.

## Classifiche
| Classifica (2020) | Posizione massima |
| ----------------- | ----------------- |
| Italia            | 84                |